# Victor Capesius
Victor Capesius, född 7 februari 1907 i Szerdahely, Österrike-Ungern, död 20 mars 1985 i Göppingen, Tyskland, var en tysk nazist och SS-Sturmbannführer. Han var utbildad apotekare, verksam i koncentrationslägret Auschwitz-Birkenau.
Victor Capesius samarbetade med den lägerläkaren Josef Mengele, vilken utförde medicinska experiment på lägerfångar. 
Capesius greps år 1959 och ställdes inför rätta vid första Auschwitzrättegången. Han dömdes år 1965 till nio års fängelse för brott mot mänskligheten; han frigavs dock redan i januari 1968.